# Kuun-kódex

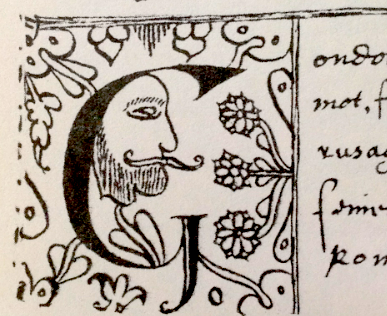
A Kuun-kódex 13. számú énekének iniciáléja

A Kuun-kódex gróf Kuun Géza filológus, orientalistáról elnevezett 1621 és 1647 között keletkezett kéziratos énekeskönyv. Nem összetévesztendő a Kun kódexszel (latin: Codex Cumanicux), amely a magyarságba beolvadt kun nép legjelentősebb 14. századi nyelvemléke.

## Kutatástörténet
Az MTA kézirattárában, K 69 (régi jelzete: Magyar Codex kis 8 6.) szám alatt őrzött, kisnyolcadrét alakú kéziratos kötet, melyet adományozójáról Kuun-kódexnek nevezünk. Dézsi Lajos mutatta be Régi magyar verseskönyvek ismertetése. A Kuun-codex című munkájában. Az adományozás után félbőrkötésbe foglalták. A kötés hátlapján: Kuun-Codex 1621-1647 felírás olvasható. A bekötéskor a kézirat második felének leveleit összekeverték. Mivel a kéziratnak ebben a részében a másoló a lapok aljára nem írt őrszót, illetve egyéb körülmények miatt nem nyújtanak biztos támpontot, a lapok eredeti sorrendjének helyreállítása lehetetlen.

## A Kuun-kódex szerzője

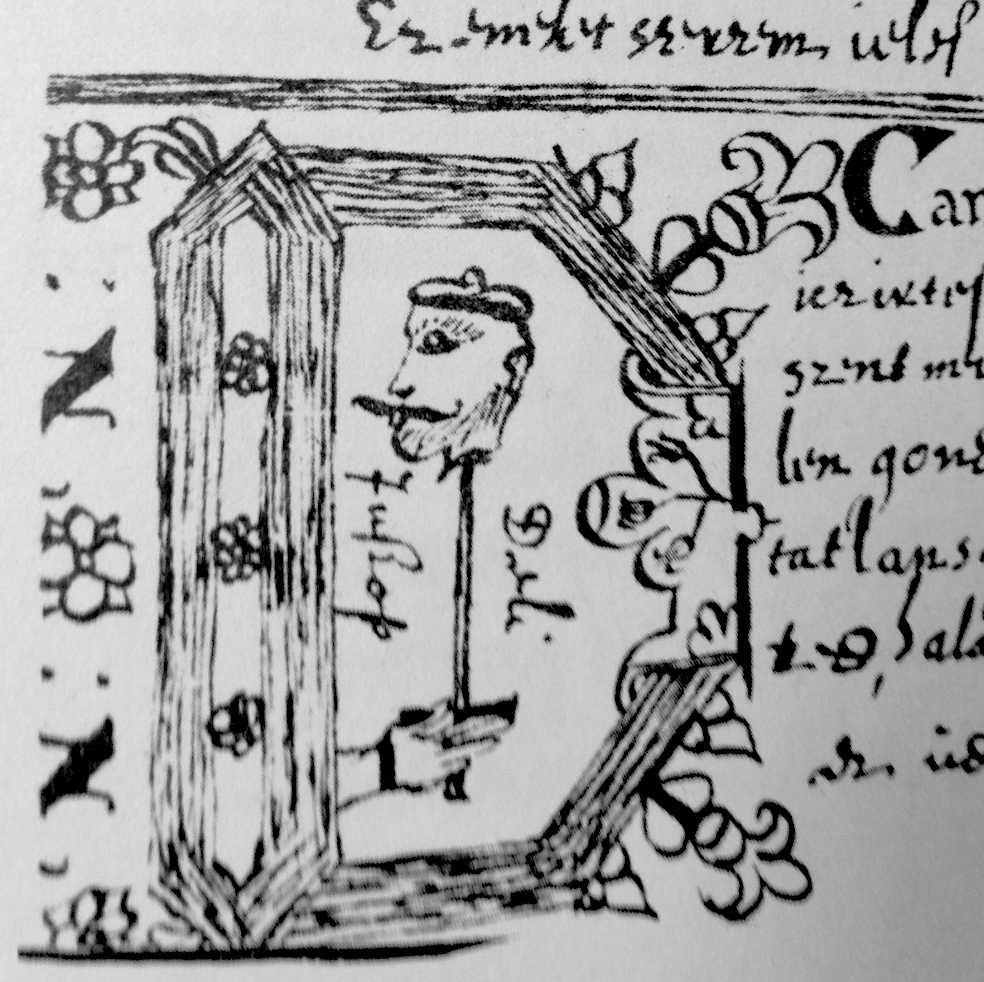
A 11. számú ének iniciáléja. A D betűben lévő ábra nagyon hasonlít a Csáky család címerére. A kard két oldala mellett: „Deli Juszop” beírás

A kódex egyértelműen több kéz írása. Csapodi Csaba szerint 16 személy írt bele. Ebbe beletartoznak az egy-két szavas vagy egyéb rövid bejegyzésű tollpróbák, azonban a nagyobb egységeket, legalább egy éneket leíró másolóból egyértelműen hat vagy hét személyt különíthetünk el. Közülük is csak kettőnek ismert a neve. A legtöbb éneket Nagy Miklós másolta 1621-ben. Nevét és a másolás évét a 20. számú ének záradékában közli. A 26. és a 27. számú éneket – a 27. sz. ének záradéka szerint – Csatári Péter másolta 1630-ban. Nagy Miklós elképzelhető, hogy azonos Csáky Istvánné Wesselényi Anna hasonló nevű sárpataki udvarbírójával. Ha ez igaz, feltételezhető, hogy a Csáky család környezetében keletkezett a Kuun-kódex. Ez az eredet megmagyarázná, miért kerültek protestáns énekek (evangélikus énekeskönyvekből) a gyűjtemény első összeírójának másolatába, és miért vált a kézirat másik, nagyobb egysége katolikus jellegűvé. Ugyanis Csáky István evangélikus vallású volt, azonban felesége, Wesselényi Anna buzgó katolikus, aki férje 1605-ös halála után mindkét fiát átvitte a katolikus egyházba. Nagy Miklósról, a Csáky család jobbágyszármazású udvarbírájáról tudjuk, hogy a később prédikátorként működő Sárospataki Nagy Mihály apja volt. A 25 darab Nagy Miklós által másolt ének között több világi tárgyú, politikai verset, vitézi éneket is találunk: ez csak erősíti azt a feltevést, hogy egy udvarbíró másolta őket. A XVII. század első évtizedeiben ugyanis az udvarbíró még a várkapitányéhoz hasonló teendőket látott el, a kapitány helyettese volt.
Mivel a kézirat nagy valószínűséggel a Csákyak környezetében keletkezett, Csatári Péterről és a kézirat névtelen másolóiról elmondható, hogy az 1634-ben már teljesen katolikus család valamelyik másik embere, talán az udvari papja másolta a gyűjtemény második felének Mária-énekeit és a többi, katolikus liturgiában használatos éneket.

## Jelentősége
A Nagy Miklós által másolt 25 énekről elmondható, hogy sok közte a XVI. századi alkotás. Mind ezekről, mind a később keletkezett énekekről elmondható, hogy Nagy Miklós azért jegyezte le őket, mert személyes érzéseit, saját gondolatait is kifejezte. A XVII. század első évtizedei mozgalmas eseményeinek szemtanújaként, valószínűleg szenvedő részeseként átérezte a korábbi évtizedek megpróbáltatásait, tudta, mit jelentettek a tizenöt éves háború szenvedései, megtapasztalta az „igaz hit” üldözését, a politikai bizonytalanság következményeit, és éppúgy óhajtotta a békét, mint maguk az énekszerzők. Éppen ezért írhatta le Balassi Bálint „Pusztában zsidókat vezérlő jó Isten" (10. számú), vagy Körmendi Lukács „Szarándokságaimnak te vagy kalahúza” (24. számú ének) kezdetű, Isten segítségéért könyörgő bujdosóénekét.